# Astragalus varus
Astragalus varus là một loài thực vật có hoa trong họ Đậu. Loài này được (J.F. Macbr.) Gómez-Sosa mô tả khoa học đầu tiên năm 2004.